# Västra Hoby landskommun
Västra Hoby landskommun var en tidigare kommun i dåvarande Malmöhus län.

## Administrativ historik
Kommunen bildades i Hoby socken i Torna härad i Skåne när 1862 års kommunalförordningar trädde i kraft. Namnet var före 17 april 1885 Hoby ladnskommun.
Vid kommunreformen 1952 uppgick kommunen i Torns landskommun som 1967 uppgick i Lunds stad som 1971 ombildades till Lunds kommun.